# Alírezá Karímí
Alírezá Mohammad Karímí Mačiání (* 21. března 1994 Fardís, Alborz) je íránský zápasník-volnostylař.

## Sportovní kariéra
Jeho rodina je původem z obce Mačián (ماچیان) v Gílánu. Vyrůstal v rodném Fardísu nedaleko Karadže. Jako 6letý začínal s gymnastikou. Zápasení se věnoval od 11 let v zápasnického klubu Šafag pod vedením Mohammada Kermáního. V íránské mužské volnostylařské reprezentaci se pohyboval od roku 2013 ve váze do 86 (84) kg. V roce 2015 nahradil na pozici reprezentační jedničky Ehsana Lašgarího a třetím místem na mistrovství světa v Las Vegas se kvalifikoval na olympijské hry v Riu. V Riu prohrál ve čtvrtfinále s Američanem J'denem Coxem 1:5 na technické body.
V roce 2017 se na mistrovství světa do 24 let v polské Bydhošti zařadil na seznam íránských sportovců, kteří splnili příkaz funkcionářů vyhnout se izraelskému soupeři. Na turnaji podle všech předpokladů prohrál zápas s ruským Dagestáncem Alichanem Džabrajilovem, aby se v dalším kole vyhnul Uri Kalašnikovi z Izraele. Za tento čin se mu mimo jiné dostalo přijetí s rodinou u ájatolláha Alí Chameneího.
Od roku 2018 startuje v neolympijské váze do 92 kg.

## Výsledky
| Olympijské hry    |    | — |   |    |    | 7. |     |    |    |  |  |  |  |  |  |  |  |  |  |  |  |  |  |  |  |  |  |
| Mistrovství světa | —  |   | — | —  | 3. |    | —   | 3. | 2. |  |  |  |  |  |  |  |  |  |  |  |  |  |  |  |  |  |  |
| Asijské hry       |    |   |   | —  |    |    |     | 1. |    |  |  |  |  |  |  |  |  |  |  |  |  |  |  |  |  |  |  |
| Mistrovství Asie  | —  | — | — | —  | 1. | —  | 1.  | —  | 1. |  |  |  |  |  |  |  |  |  |  |  |  |  |  |  |  |  |  |
| MS do 24 let      |    |   |   |    |    |    | úč. |    |    |  |  |  |  |  |  |  |  |  |  |  |  |  |  |  |  |  |  |
| MS juniorů        | —  | — | — | 1. |    |    |     |    |    |  |  |  |  |  |  |  |  |  |  |  |  |  |  |  |  |  |  |
| MS dorostenců     | 2. |   |   |    |    |    |     |    |    |  |  |  |  |  |  |  |  |  |  |  |  |  |  |  |  |  |  |